# Stichopogon beckeri
Stichopogon beckeri là một loài ruồi trong họ Asilidae. Stichopogon beckeri được Bezzi miêu tả năm 1910.